# 空港西出入口

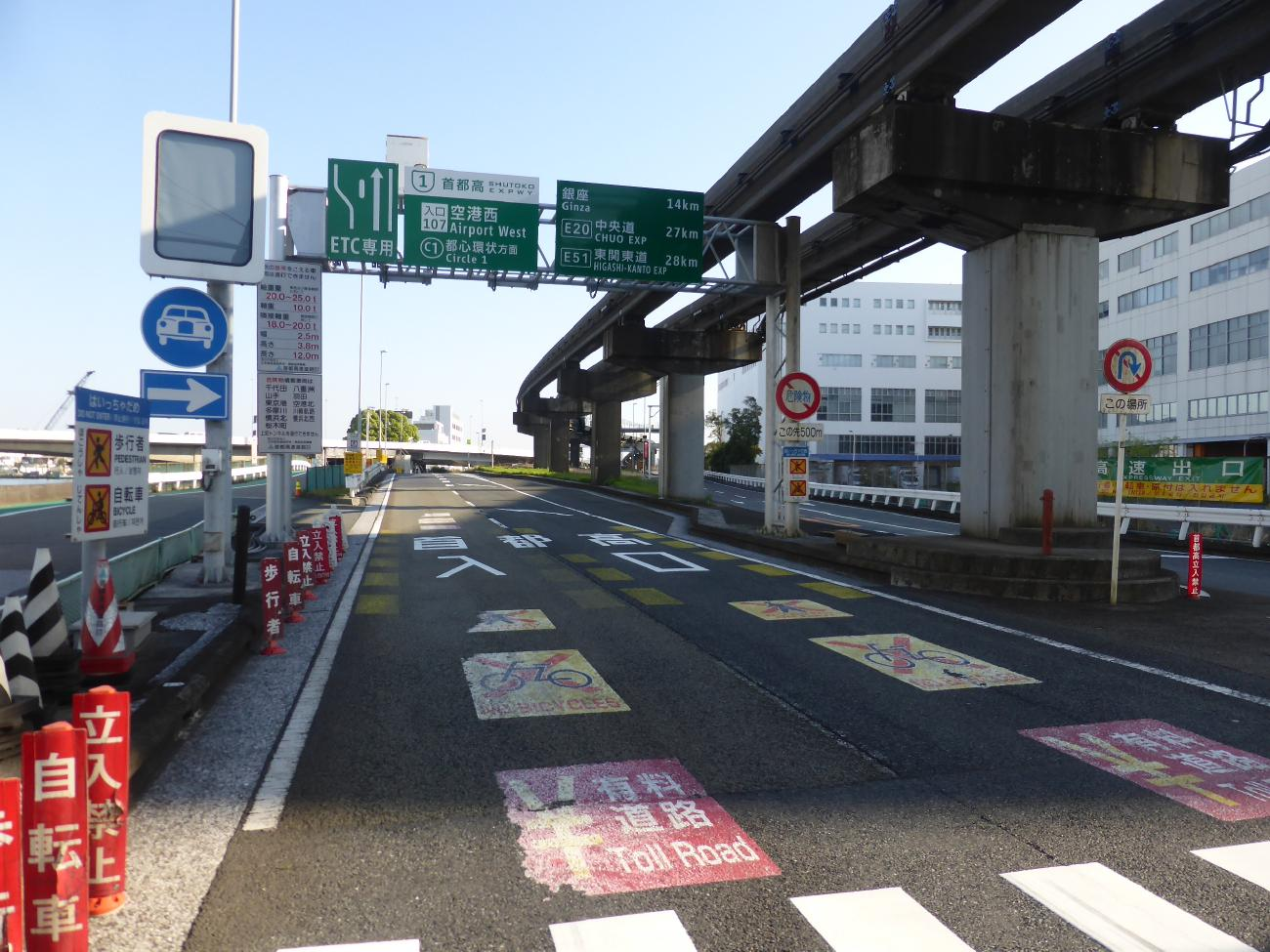
空港西入口

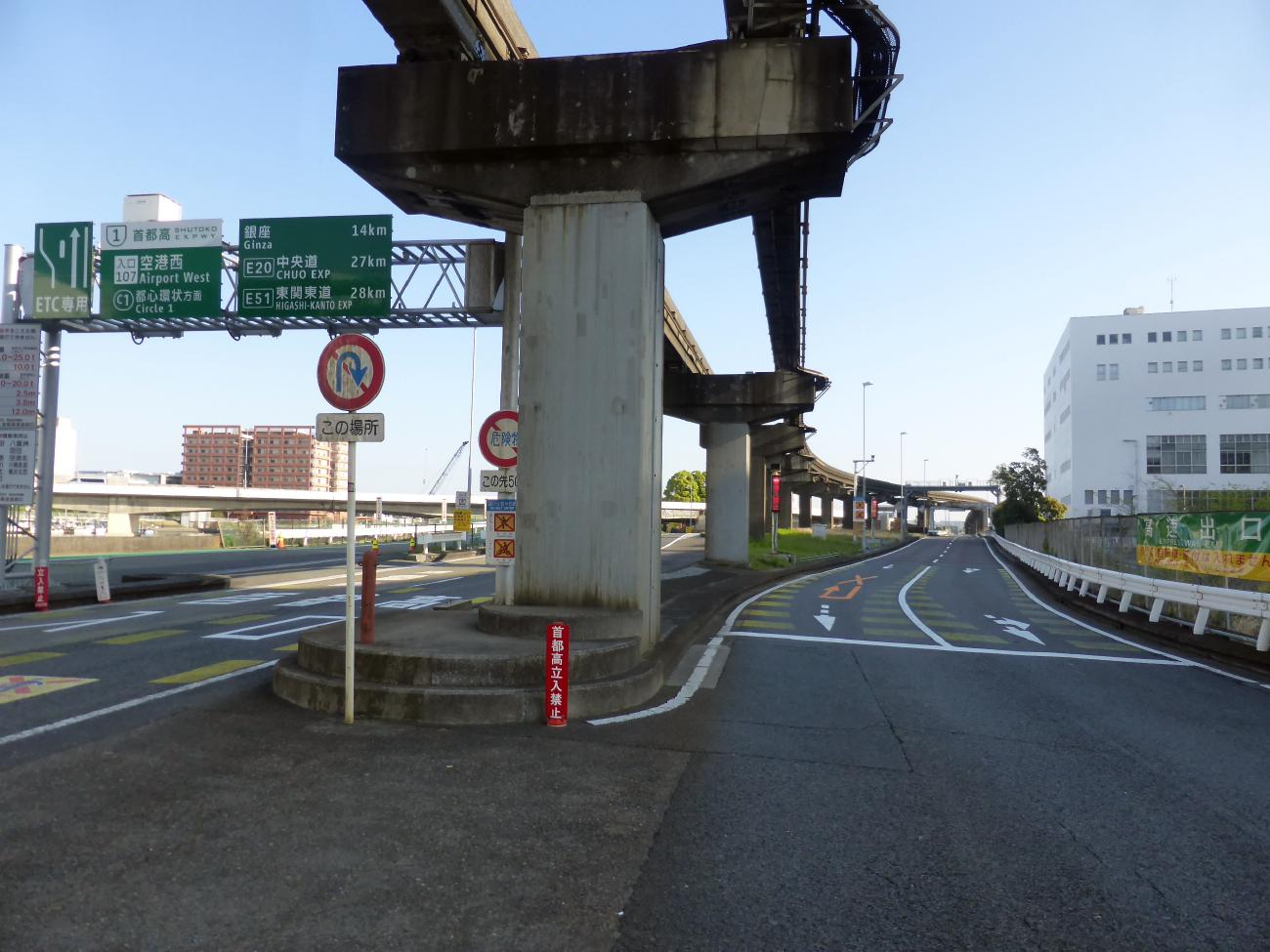
空港西出口

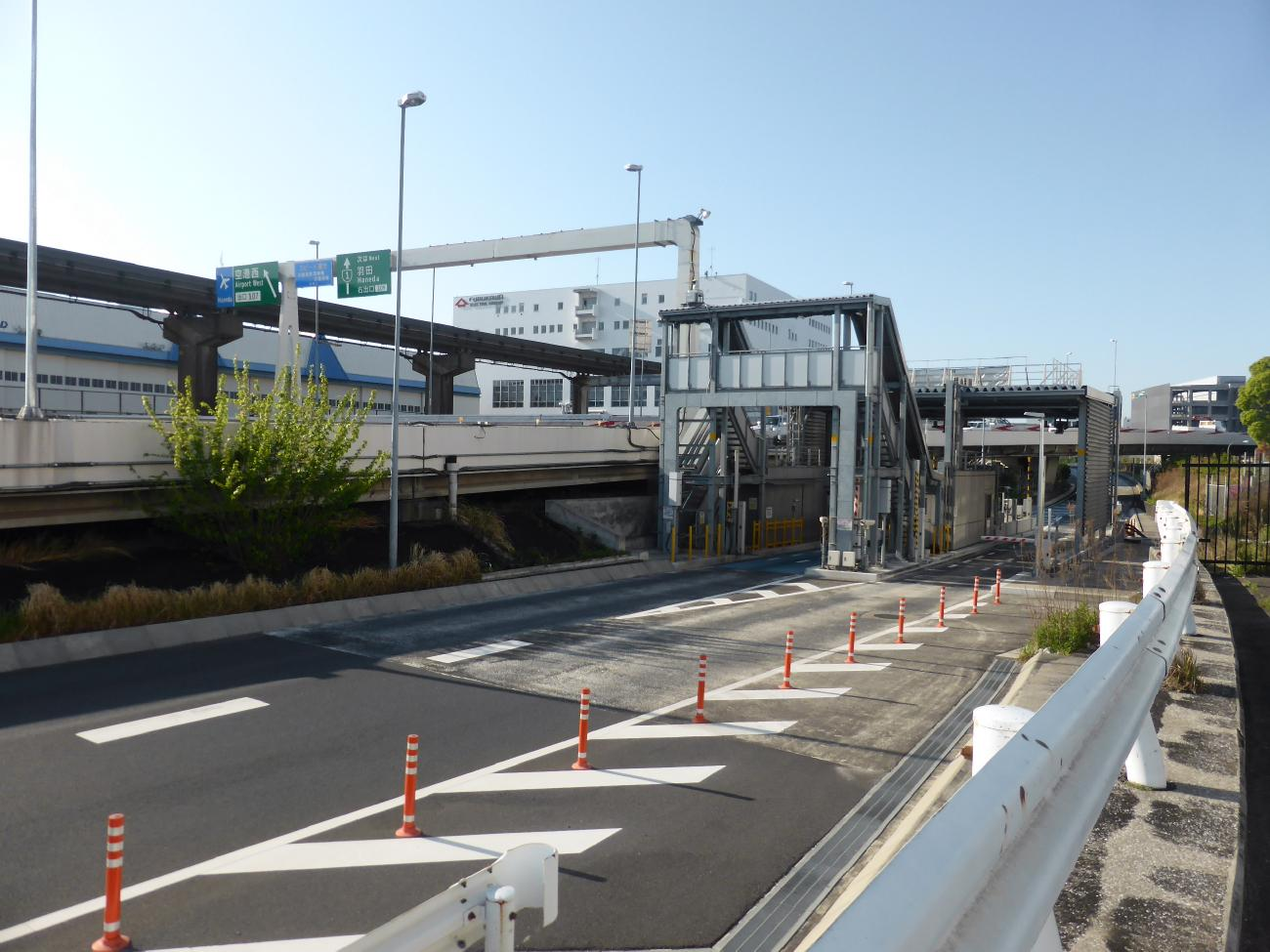
空港西入口料金所

空港西出入口（くうこうにしでいりぐち）は東京都大田区羽田空港一丁目にある、首都高速1号羽田線の出入口である。昭和島JCT方面の出入口のみ設置されているハーフインターチェンジである。
2022年（令和4年）4月1日以降、入口はETC専用となっている。

## 歴史
- 1964年8月 : 鈴ヶ森出入口から空港出入口延伸により、空港出入口として供用開始。
- 1990年4月16日 : 羽田可動橋使用開始
- 1993年9月27日 : 湾岸線東海JCT-空港中央出入口開通により空港西出入口に改称。
- 1998年4月 : 羽田可動橋使用停止
- 2022年4月1日 : 入口がETC専用になる[1]。

旧羽田空港ターミナル接続のために開設された。
現在は入口からすぐに本線に合流し羽田トンネルに入るようになっているが、1990年から1998年までは上り線の渋滞緩和のために、空港西入口（当時は空港入口）と昭和島JCTとを結ぶ羽田可動橋が使われ、通常時はこの可動橋を渡った後に海老取川の対岸で本線に合流し、航路確保時（開橋中）は現在と同じく橋の手前で本線に合流するようになっていた。
新ターミナル開業後は羽田空港国内線利用者へのアクセスは乏しくなったものの、2010年の国際線新ターミナル（現：第3ターミナル）開業により再び都心方面との空港接続の一端を担っている。

## 接続する道路
間接接続
- 東京都道311号環状八号線〈環八通り〉

## 周辺
- 荏原製作所本社
- 羽田クロノゲート
- 整備場駅
- 天空橋駅
- HANEDA INNOVATION CITY
- 国土交通省航空局・海上保安庁羽田航空基地
- 海上保安庁 第三管区海上保安本部 羽田特殊救難基地
- 海老取川

## 隣
首都高速1号羽田線
(106)平和島出入口 - 昭和島JCT - (羽田トンネル) - (107)空港西出入口 - (109)羽田出入口